# Флорина Бургундская

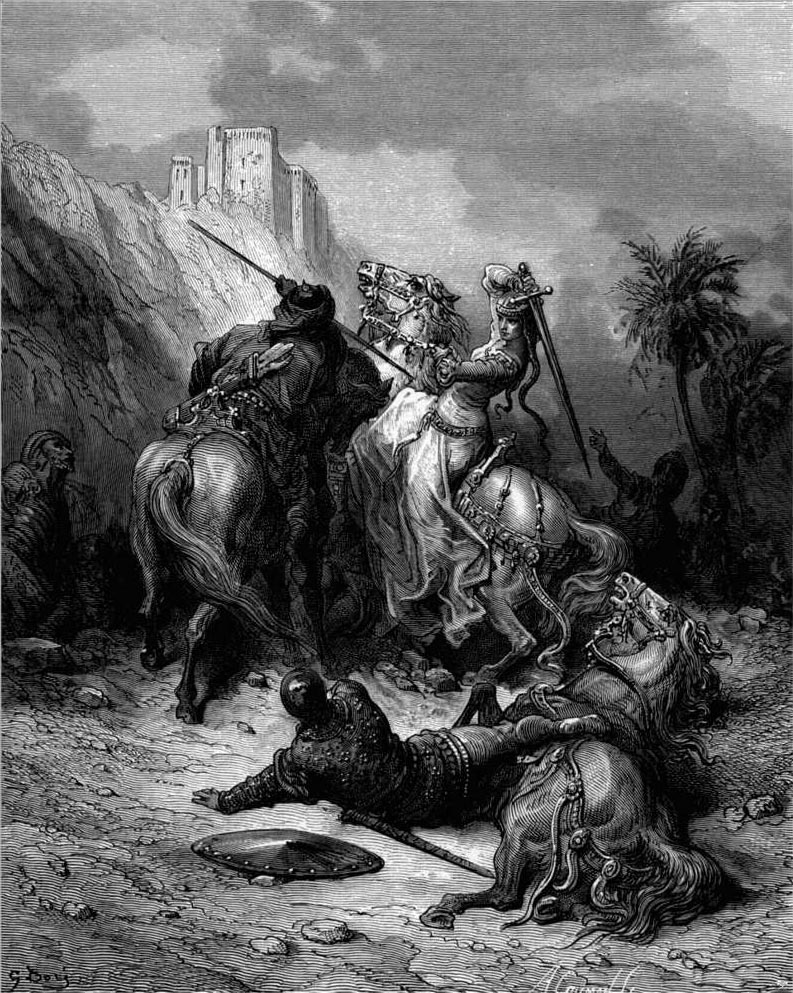
Гюстав Доре, Смерть Флорины.

Флорина Бургундская (фр. Fleurine de Bourgogne) — согласно хронике «Иерусалимская история», дочь герцога Бургундии, принявшая участие в Первом крестовом походе, во время которого погибла в 1097 году. Ряд исследователей считают её дочерью Эда I, однако документальных подтверждений существования такой дочери у него не обнаружено. В связи с этим существование Флорины оспаривается.

## Легенда
В хронике «Иерусалимская история» среди событий Первого крестового похода Альберт Аахенский поместил рассказ о «сыне короля Дании по имени Свено»  и его невесте Флорине. Якобы, дочь герцога Бургундского была вдовой принца Филиппа. Вместе со своим женихом, сыном датского короля Свеном и 1500 (15 000) рыцарями она была среди крестоносцев. После захвата Никеи Флорина и принц  прошли через «Рум» (Рим — так европейцы называли территорию Малой Азии) к городам Рума «Финимини» и «Ферне» (Finiminis et Ferna). Солиман атаковал и убил Свена со всем его отрядом. Флорина пыталась убежать, но её пронзило семь стрел. Дальнейшее развитие легенда получила в поэме Тассо «Освобожденный Иерусалим». У Альберта Флорина и Свен погибают в Малой Азии, до осады Антиохии; у Тассо они гибнут у Иерусалима.
Благодаря Тассо история стала известна, поскольку его поэма считалась авторитетным источником по событиям Первого крестового похода.

## Мнения историков
Жан-Батист Мейли высказал сомнение в этой истории. Он полагал, что Флорина — вымышленный персонаж, который «историки сделали вдовой принца Филиппа». Ни слова о такой дочери герцога Бургундии нет у бургундских хронистов. Урбан Планше в «Истории Бургундии» писал (1739): «то, что сообщается об этой предполагаемой второй дочери герцога Юда, слишком похоже на басню».
Ван Керребрук  высказал сомнение в существовании Флорины.
В 1855 году был издан роман Уильяма  МакКейба «Флорина, принцесса Бургундии: повесть о первых крестоносцах».